# Scybalium jamaicense
Scybalium jamaicense là một loài thực vật có hoa trong họ Balanophoraceae. Loài này được (Sw.) Schott & Endl. miêu tả khoa học đầu tiên năm 1832.